# Rondeletieae
Rondeletieae,  tribus broćevki (Rubiaceae) iz potporodice Cinchonoideae. Pripada mu 15 rodova iz južnog Meksika, Južne Amerike i Antila.

## Rodovi
1. Acrobotrys K. Schum. & K. Krause (1 sp.)
2. Acrosynanthus Urb. (6 spp.)
3. Acunaeanthus Borhidi, Komlodi & Moncada (1 sp.)
4. Blepharidium Standl. (1 sp.)
5. Donnellyanthus Borhidi (1 sp.)
6. Habroneuron Standl. (1 sp.)
7. Holstianthus Steyerm. (1 sp.)
8. Mazaea Krug & Urb. (2 spp.)
9. Phyllomelia Griseb. (1 sp.)
10. Rachicallis DC. (1 sp.)
11. Roigella Borhidi & M. Fernández (1 sp.)
12. Rondeletia L. (166 spp.)
13. Rovaeanthus Borhidi (2 spp.)
14. Suberanthus Borhidi & M. Fernández (7 spp.)
15. Tainus Torr.-Montúfar, H. Ochot. & Borsch (1 sp.)